# ジェイムズ・ガスコイン＝セシル (第2代ソールズベリー侯爵)
第2代ソールズベリー侯爵ジェイムズ・ブラウンロウ・ウィリアム・ガスコイン＝セシル（英: James Brownlow William Gascoyne-Cecil, 2nd Marquess of Salisbury, KG, PC、1791年4月17日 - 1868年4月12日）は、イギリスの貴族、政治家。
第14代ダービー伯爵エドワード・スミス＝スタンリーの内閣で王璽尚書や枢密院議長を務めた。ソールズベリー侯爵を相続する1823年までは、「クランボーン子爵」の儀礼称号で称されていた。

## 経歴
宮内長官（Lord Chamberlain; 王室侍従長）や郵政大臣（Postmaster General; 逓信公社総裁）を務めた初代ソールズベリー侯爵ジェイムズ・セシルの長男「ジェイムズ・ブラウンロウ・ウィリアム・セシル」として生まれる。母親のエミリー・メアリー・ヒルは、初代ダウンシャー侯爵ウィルズ・ヒルの娘。
イートン・カレッジを経てオックスフォード大学クライスト・チャーチで教育を受け、1813年に修士号（M.A.）を取得。
1813年から1817年までウェイマス・アンド・メルカム・レジス選挙区選出の、1817年から襲爵により貴族院に移る1823年までハートフォード選挙区選出の庶民院議員。第14代ダービー伯爵エドワード・スミス＝スタンリーが1852年に組閣した第1次内閣で王璽尚書、1858年に組閣した第2次内閣で枢密院議長（Lord President of the Council）となる。
また1826年に枢密顧問官に列せられ、1842年にガーター勲章を授けられた。
なお彼は、1841年より1868年までミドルセックス州の統監（Lord Lieutenant of Middlesex）も務めた。

## 栄典

### 爵位
1823年6月13日の父ジェイムズ・セシルの死去により以下の爵位を継承した
- 第2代ソールズベリー侯爵 (2nd Marquess of Salisbury)
(1789年8月18日の勅許状によるグレートブリテン貴族爵位)
- 第8代ソールズベリー伯爵 (8th Earl of Salisbury)
(1605年5月4日の勅許状によるイングランド貴族爵位)
- 第8代クランボーン子爵 (8th Viscount Cranborne)
(1604年8月20日の勅許状によるイングランド貴族爵位)
- エッセンドンの第8代セシル男爵 (8th Baron Cecil of Essendon)
(1603年5月13日の勅許状によるイングランド貴族爵位)

### 勲章
- 1842年、ガーター勲章(騎士団)ナイト(KG)[1][5]

## 家族
ソールズベリーは二回結婚した。1人目の妻フランセス・メアリー・ガスコイン（1802年1月25日 - 1839年10月15日）とは1821年2月2日に結婚した。同年3月22日には、勅許を得て「ガスコイン＝セシル」へ改姓した。彼女との間の子供に、爵位を相続したクランボーン子爵ロバート・アーサー・タルボット・ガスコイン＝セシルや、ジェイムズ・メイトランド・バルフォアと結婚しアーサー・バルフォア（後に初代バルフォア伯爵）を生んだレディ・ブランチ・メアリー・ハリエット・ガスコイン＝セシル（1825年 - 1872年5月16日）らがいる。
2人目の妻となったレディ・メアリー・キャサリン・サックヴィル＝ウェスト（1824年7月23日 - 1900年12月6日）は第5代デ・ラ・ウォー伯爵ジョージ・サックヴィル＝ウェストの娘で、1847年4月29日に結婚した。彼女との間の子供に、第10代ギャロウェイ伯爵アラン・ステュアートと結婚したレディ・メアリー・アラベラ・アーサー・ガスコイン＝セシル（1850年4月26日 - 1903年8月18日）らがいる。